# Veenendaal
Veenendaal  è una municipalità dei Paesi Bassi di 64 417 abitanti situata nella provincia di Utrecht.
Veenendaal è sede di un ambiente molto religioso e conservatore e viene considerata parte della cintura biblica olandese. Gran parte della popolazione è affiliata a congregazioni che fanno riferimento a una forma di calvinismo definito "ortodosso".